# Chance Perdomo
Pour les articles homonymes, voir Perdomo.
Chance Perdomo, né le 20 octobre 1996 à Los Angeles, en Californie, et mort le 29 mars 2024 dans l'Upstate New York, est un acteur américano-britannique. 
Il accède à la notoriété avec le rôle d'Ambrose Spellman dans Les Nouvelles Aventures de Sabrina sur Netflix, ou encore Landon dans la saga After.

## Biographie

### Jeunesse
Chance Perdomo est né à Los Angeles, en Californie, le 20 octobre 1996. Enfant, il déménage avec sa mère à Southampton dans le comté du Hampshire en Angleterre. Il possède la double nationalité britannique et américaine, et est d'origine latino-américaine du côté de sa mère.
Chance Perdomo fréquente la Redbridge Community School, où il est chef de classe et découvre le théâtre. Il étudie ensuite au Peter Symonds College à Winchester, où il est élu président de l'association des étudiants. Chance Perdomo avait l'intention d'étudier le droit après l'obtention de son diplôme, mais il décide finalement de faire du théâtre, déménageant à Londres avec l'argent qu'il gagne en travaillant dans un magasin de chaussures et dans un cinéma. Il rejoint le National Youth Theatre et est formé à l'Identity School of Acting.

### Carrière
En 2016, Chance Perdomo auditionne pour le rôle de Jughead Jones dans la série télévisée Riverdale, mais ce fut finalement l'acteur Cole Sprouse qui fut retenu.
En février 2018, il est annoncé que Chance Perdomo fait partie du casting de la nouvelle série Netflix, Les Nouvelles Aventures de Sabrina, dont l'intrigue fera d'ailleurs l'objet d'un crossover avec la série Riverdale.

### Mort
Chance Perdomo meurt le 29 mars 2024 d'un accident de moto dans l'Upstate New York (État de New York) à l’âge de 27 ans. Les autorités locales confirment que Chance Perdomo est le seul individu impliqué dans l'accident.

## Filmographie

### Cinéma

#### Longs métrages
- 2021 : After : Chapitre 3 : Landon Gibson
- 2022 : After : Chapitre 4 : Landon Gibson
- 2023 : After : Chapitre 5 : Landon Gibson

#### Courts métrages
- 2016 : Longfield Drive : Rodell
- 2017 : The Importance of Skin : Ryan

### Télévision

#### Séries télévisées
- 2017 : Hetty Feather : Henry Goodall
- 2018 : Shakespeare & Hathaway : Private Investigators : Hamish Kingly
- 2018 : Inspecteur Barnaby : Leo Scott
- 2018-2020 : Les Nouvelles Aventures de Sabrina : Ambrose Spellman (36 épisodes)
- 2023 : Gen V :  Andre Anderson

#### Séries d'animation
- 2022 : Moominvalley : Snork (4 épisodes)

#### Téléfilms
- 2018 : Killed by My Debt : Jerome

### Podcast séries
- 2020 : The Cipher : Benny (9 épisodes)